# Doble-doble
Doble-doble es un término baloncestístico que determina la consecución por parte de un jugador de dobles dígitos (un mínimo de 10) en dos de las cinco categorías cuantificables (puntos, rebotes, asistencias, tapones y robos de balón) en un partido de baloncesto.

## Líderes en doble-doble en la NBA

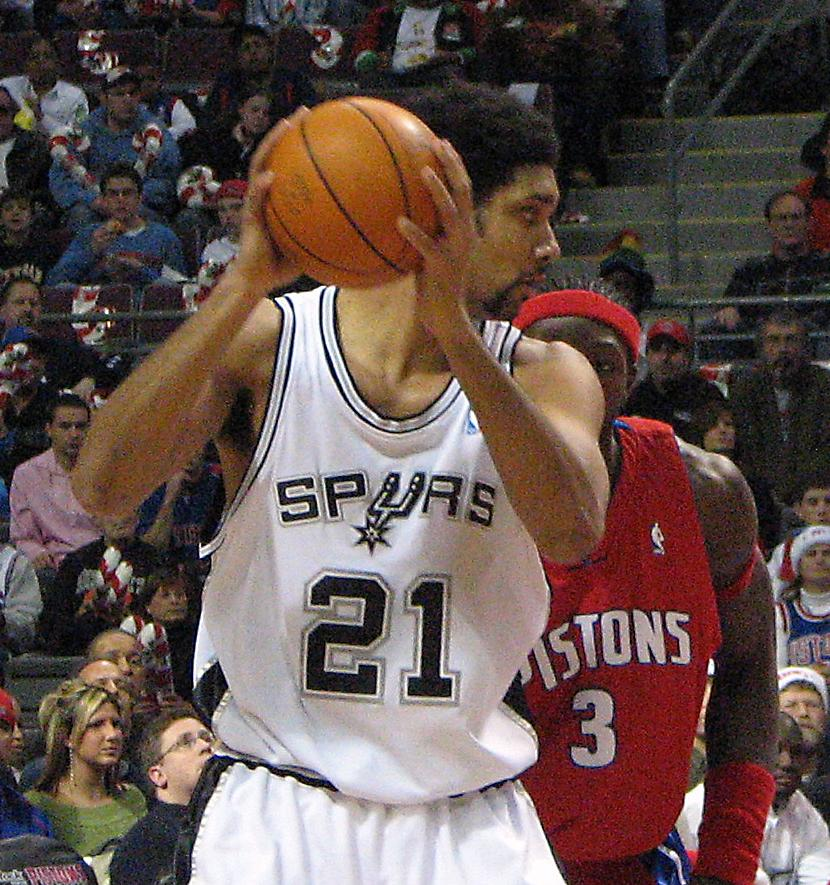
Tim Duncan es el jugador con más doble-dobles de la historia de la NBA (841).

La siguiente tabla refleja los datos de dobles-dobles totales sin distinguir entre que dos categorías estadísticas se dieron.
|  | Denota jugador en activo              |
|  | Elegido en el Basketball Hall of Fame |

| Pos. | Nombre           | Número |
| ---- | ---------------- | ------ |
| 1    | Tim Duncan       | 841    |
| 2    | Karl Malone      | 814    |
| 3    | Hakeem Olajuwon  | 775    |
| 4    | Dwight Howard    | 748    |
| 5    | Kevin Garnett    | 742    |
| 6    | Shaquille O'Neal | 727    |
| 7    | John Stockton    | 714    |
| 8    | Charles Barkley  | 710    |
| 9    | Patrick Ewing    | 580    |
| 10   | LeBron James     | 572    |
| 11   | David Robinson   | 544    |
| 12   | Pau Gasol        | 532    |
| 13   | Chris Paul       | 527    |
| 14   | Zach Randolph    | 488    |
| 15   | Kevin Willis     | 488    |

Estadísticas actualizadas al término de la temporada 2021-22 de la NBA.